# 乌鳞假瘤蕨
乌鳞假瘤蕨（学名：Phymatopteris nigropaleacea）为水龙骨科假瘤蕨属下的一个种。

## 扩展阅读
- 維基物種上的相關：乌鳞假瘤蕨